# Julian Wasser
Julian Wolf Wasser (26. dubna 1933 – 8. února 2023) byl americký fotograf známý svou prací pokrývající uměleckou scénu v Los Angeles během 60. a 70. let.

## Životopis
Julian Wasser se narodil 26. dubna 1933 v Bryn Mawr v Pensylvánii. Jeho práce se zaměřovala na dokumentární fotografii a portréty, které zachycovaly různé aspekty amerického života. Wasser pracoval jako fotograf pro časopis Time v Los Angeles v 60. a 70. letech. Jeho práce se zaměřovala na zachycení autenticity a emocionální hloubky. Wasser se proslavil svými fotografiemi, které dokumentovaly uměleckou scénu v Los Angeles během 60. a 70. let. Jeho práce zahrnovala portréty slavných osobností, jako jsou John Lennon, Mick Jagger, Joan Didion a Jack Nicholson. Jeho fotografie se objevily na obálkách mnoha knih a alb a byly vystavovány v galeriích po celém světě. Mezi politiky, kteří se objevili na Wasserových fotografiích, patří například Robert F. Kennedy, kterého Wasser fotografoval během jeho prezidentské kampaně v roce 1968. Wasserova práce zahrnuje také dokumentární fotografie z protestů proti válce ve Vietnamu, které se konaly v Los Angeles v roce 1967. Zachytil ikonické snímky Stevea McQueena, rodiny Fondů, Hugha Hefnera, Joan Didionové s jejím Corvette Stingray a Marilyn Monroe, která tleská na Zlatých glóbách v roce 1962. Známá je jeho fotografie z roku 1963, na které je zobrazen Marcel Duchamp hrající šachy s nahou ženou. Fotografii pořídil během výstavy Duchampovy práce v Pasadena Art Museum. Wasserova práce zahrnovala portréty slavných osobností, jako jsou John Lennon, Mick Jagger, Jack Nicholson a Alfred Hitchcock.
Jeho fotografie zachycují atmosféru a emoce protestujících a jsou považovány za důležitý příspěvek k americkému fotografickému dědictví. Julian Wasser byl známý tím, že s lidmi, které fotografoval, zacházel jako s přáteli. Wasserova práce je plná sociálního kontextu, který přispívá k její vitalitě. Wasserova práce byla vystavována a publikována po celém světě.
Julian Wasser zemřel 8. února 2023, bylo mu 89 let.